# 1046 в Україні
1046 в Україні — це перелік головних подій, що відбулись у 1046 році на території сучасних українських земель.

## Події
- Укладено мир між Візантією та Київською Руссю, яким завершилася війна, що тривала з 1043 року.
- Одруження Всеволода Ярославича з донькою Костянтина Мономаха.